# Юшимито, Карлос
Карлос Юшимито дель Валье (исп. Carlos Yushimito del Valle; род. 1977, Лима) — перуанский писатель

, потомок выходцев из Японии.

## Биография
Окончил Университет Сан-Маркос в 2002 году. Работал в издательствах, учился в Университете Вилланова, Брауновском университете. В 2004 году выпустил дебютную книгу рассказов, хорошо встреченную критикой и на следующий год переизданную в Боливии. В 2010 году был назван влиятельным британским журналом Granta в числе наиболее многообещающих молодых испаноязычных прозаиков. Многократно выступал на литературных фестивалях в Латинской Америке, в университетах США. В 2011 году книга его рассказов была опубликована в Испании.

## Книги рассказов
- Кудесник/ El Mago. (Lima: Sarita Cartonera, 2004; La Paz, Bolivia: Yerba Mala Cartonera, 2005; ит. пер. 2013)
- Острова/ Las islas. (Lima, 2006) ISBN 978-9972-2841-0-6
- Madureira sabe. (Lima: Underwood Collection, Pontificia Universidad Católica del Peru, 2007)
- Икс/ Equis. (Riobamba, Ecuador: Matapalo Cartonera, 2009)
- Lecciones para un niño que llega tarde. (Barcelona: Duomo ediciones, 2011) ISBN 978-84-92723-91-1
- Los bosques tienen sus propias puertas (Lima, Peisa, 2013; Madrid, Demipage, 2014)